# EQ-3
Die eQ-3 AG ist ein im Jahr 2007 von der ELV Elektronik AG ausgegründetes deutsches Technologieunternehmen im Bereich Smart Home mit Hauptsitz in Leer.
eQ-3 vertreibt seine Produkte unter den Marken Homematic IP und eqiva. Die Produktion des Vorgängersystems Homematic wurde im Jahr 2023, nach fast 20 Jahren eingestellt. Sicherheitsrelevante Aktualisierungen für HomeMatic Geräte will das Unternehmen mindestens bis 2033 bereitstellen.
eQ-3 war darüber hinaus Auftragsfertiger für innogy, Bosch und QIVICON, eine Smart-Home-Allianz der Deutschen Telekom. Einige der Homematic-IP-Geräte wurden zudem unter der Eigenmarke SilverCrest des Discounters Lidl vertrieben.
Die ELV/eQ-3 Unternehmensgruppe befindet sich zu 100 % in Familienbesitz. Über die Erfahrungen des Schwesterunternehmens ELV Elektronik AG mit  mikroprozessorgesteuerten Zeitschaltuhren seit dem Jahr 1979 besitzt die eQ-3 AG Zugriff auf mehr als 45 Jahre Erfahrung im Bereich Home-Control.

## Verbreitung und Rezension
Mit mehr als 200 Produkttypen verfügt der Hersteller laut eigener Aussage über das industrieweit breiteste Portfolio im Smart-Home-Bereich. Mehr als drei Millionen Haushalte wurden mit Stand zum 20. Dezember 2024 mit Smart-Home-Technologie von eQ-3 ausgestattet. 2024 wurde eQ-3 im zehnten Jahr in Folge vom Marktforschungsinstitut Berg Insight zum europäischen Marktführer für Whole-Home-Systeme benannt.

## Systeme und Funktionen

### Homematic

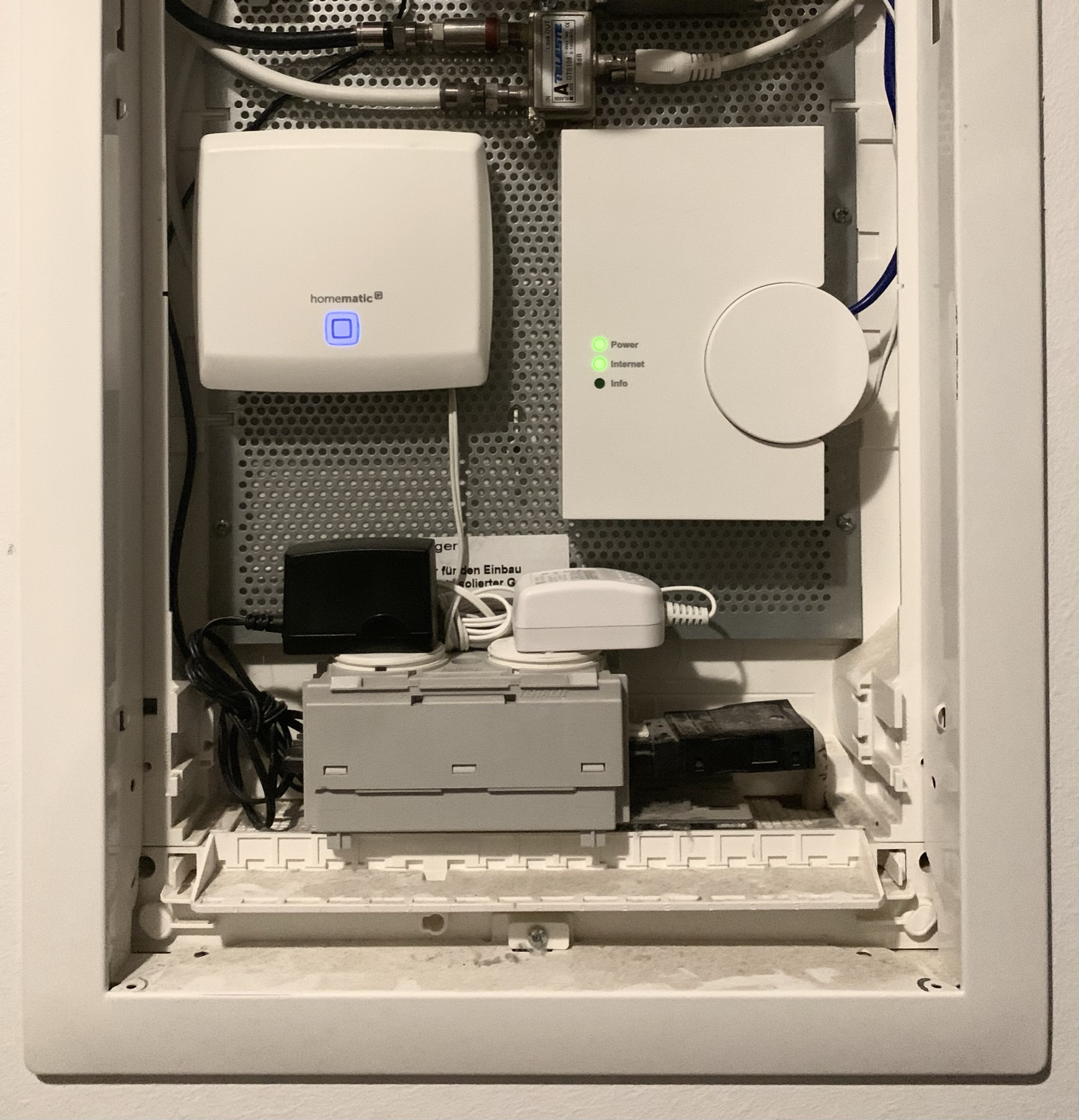
Homematic Access Point und CCU2 im Parallelbetrieb

Unter der Baureihe Homematic entwickelte und produzierte eQ-3 bis zum Jahr 2023 Produkte, welche die Steuerung von einfachen Funktionen bis hin zu komplexen Szenarien in Haus oder Wohnung ermöglichten. Hauptaugenmerk war neben der Steigerung von Komfort und Sicherheit die Reduktion von Energiekosten. Die Steuerung erfolgte über die Benutzeroberfläche WebUI. Als Datenübertragung wurde das ISM-Band Typ B im Bereich 868 MHz genutzt.
Die ersten Komponenten einer bidirektionalen Haussteuerung wurden unter der Produktlinie Homematic auf den Markt gebracht. Diese wurden über eine lokale Zentrale (CCU1) programmiert und gesteuert. 2013 folgte die leistungsstärkere Nachfolgeversion CCU2, 2018 erschien dann in neuem Design die CCU3.
Im Jahr 2023 wurde die Entwicklung von Homematic zugunsten des Nachfolgesystems Homematic IP eingestellt. Sicherheitsrelevante Aktualisierungen für HomeMatic Geräte will eQ-3 mindestens bis 2033 bereitstellen.

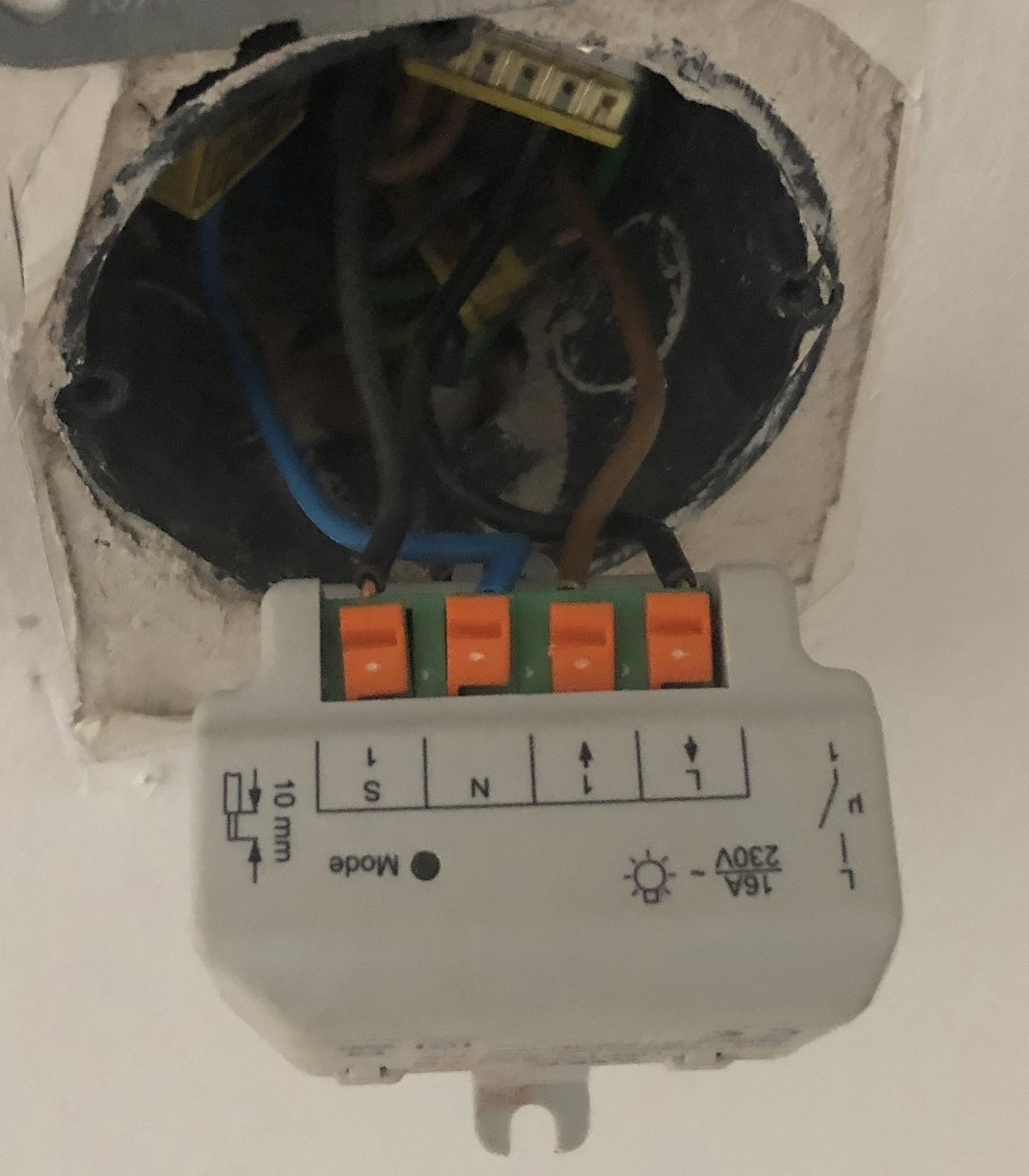
Angeschlossener 1fach-Homematic-Unterputzschalter

### Homematic Wired
Neben den Funkkomponenten bot das Homematic-System auch kabelgebundene Aktoren. Diese wurden unter dem Namen HomeMatic Wired vertrieben. Diese Aktoren kommunizierten untereinander über ein RS485-Busystem und konnten mit Hilfe eines Adapters in bestehende Netzwerkstrukturen eingebunden werden. Eine Steuerung der Aktoren war so auch über die zentrale Steuereinheit möglich. Bei den Homematic-Wired-Aktoren handelte es sich in der Regel um Geräte für den Einbau auf Standard-Hutschienen in Elektroverteilungen.

### Homematic IP
Im Jahr 2015 wurde Homematic IP als Nachfolger des Homematic Systems eingeführt. Das Homematic IP-Protokoll basiert auf dem IPv6-Protokoll (via SRD-Band im Bereich 868 MHz) und umfasst im Jahr 2025 über 170 Komponenten aus den Bereichen Raumklima, Sicherheit, Licht, Beschattung, Sicherheit, Zutritt, Wetter und Umwelt sowie Energiemanagement. Im Gegensatz zur Produktreihe Homematic liegt der Fokus hier auf der auch für Einsteiger vergleichsweise einfach zu konfigurierenden Steuerung über die ebenfalls von eQ-3 entwickelte Smartphone-App (erhältlich für iOS und Android). Konfiguration und Bedienung laufen über den von eQ-3 betriebenen Homematic IP Cloud-Service solange man den Homematic IP Accesspoint (HAP) als Basisstation einsetzt. Die in der Homematic IP Cloud gespeicherten Daten liegen dort in anonymisierter Form vor, da von Seiten des Nutzers keine Daten im Rahmen der Registrierung abgefragt werden. Auch bei Nichterreichbarkeit des Homematic IP Cloud-Services (zum Beispiel bei Ausfall der lokalen Internetverbindung) bleiben manche Funktionen erhalten. Wird die Homematic IP Home Control Unit als Zentrale eingesetzt, werden keinerlei Daten im Homematic IP Cloud-Service abgelegt und ein Betrieb ohne Internet ist möglich. Die Home Control Unit kann zudem mit einer CCU3 Smart Home Zentrale verbunden werden, um einen gemeinsamen Betrieb von Homematic IP und Homematic Komponenten zu ermöglichen.

#### Sicherheit und Datenschutz
Die Protokoll-, IT- und Datensicherheit des Systems wird jährlich durch den VDE geprüft. Eine Eingabe von persönlichen Daten (zum Beispiel Adresse, Nutzername/Passwort) ist bei Homematic IP nicht notwendig.

#### Verfügbarkeit des Homematic IP Cloud-Service
Die unter der Marke Homematic IP vertriebenen Cloud-basierten Smart-Home-Geräte waren an mehreren Tagen des Jahres 2017 sowie zu Beginn des Jahres 2018 von Problemen des Homematic IP Cloud-Service (bis hin zum zeitweisen Ausfall mancher verbauten Komponenten / Unmöglichkeit des Koppelns neuer Komponenten auf Nutzerseite) betroffen. In allen Fällen konnte eQ-3 die Probleme beheben, die Kommunikation von Seiten eQ-3 mit den Nutzern sowie die Reaktionsgeschwindigkeit wurde jedoch vor allem bei den Ausfällen 2017 teilweise als unvollständig und verspätet wahrgenommen.
Beim Ausfall am Wochenende um den 25./26. November 2017 wurde von Nutzerseite kritisiert, dass die Wiederherstellung des Homematic IP Cloud-Service von Seiten des Herstellers erst am (für Cloud-Dienstleister als ungewöhnlich empfundenen) nächsten Werktag nach dem Wochenende erfolgte. Diverse kleinere Funktionen, u. a. die Einbindung der Wetterdaten sowie die sogenannte „if-this-then-that“-Funktion konnte erst im Laufe der Woche wieder vollständig hergestellt werden. Als Fehlerursache nannte eQ-3 ein Serverupdate, welches zu ungewöhnlich hohen Antwortzeiten führte. Jenes Verhalten konnte laut eigenen Aussagen auch trotz interner Beta-Tests im Vorfeld nicht erkannt und demnach nicht abgesehen werden.
Am 29. November 2017 nahm eQ-3 auf der unternehmenseigenen Facebook-Seite ausführlich Stellung zu den Problemen der vorangegangenen Tage und kündigte Verbesserungen in der Kommunikation (weitere Informationskanäle und ein eigener Bereich auf der Website zum Überprüfen des Serverstatus) und ein Ausweiten der Beta-Testgruppe an.
Seit November 2017 kam es zu keinen längeren und ungeplanten Ausfällen des Homematic IP Cloud Services.

### Homematic IP Wired
Im Jahr 2018 wurde die kabelgebundene Variante, Homematic IP Wired, vorgestellt. Funk- und Bus-Geräte lassen sich über den Homematic IP Wired Access Point flexibel kombinieren. Homematic IP Wired und Homematic IP Funklösungen sind derzeit das einzige System im Markt, dessen Protokoll-, IT- und Datensicherheit vom VDE zertifiziert sind. Die Homematic IP Wired Produkte können sofort ohne Programmierung oder Internetverbindung auf der Baustelle verkabelt und direkt getestet werden. So eignet sich Homematic IP Wired besonders für Kernsanierungen und Neubauten und wird ausschließlich über Fachpartner und den Elektro-Großhandel (Sonepar) vertrieben.

### Homematic IP Advanced Routing
Im Oktober 2020 veröffentlichte der Hersteller eQ-3 mit Advanced Routing ein Update für Homematic IP, wodurch die Anwender Funk- und Wired-Geräte gleichzeitig mit der Homematic IP Cloud betreiben und das gesamte System mit der Homematic IP Smartphone App installieren, konfigurieren und steuern können. Mehrere Access Points lassen sich innerhalb einer Installation verknüpfen und als zusätzliche „Router“ nutzen. Zusätzlich können Nutzer auch mehrere Access Points mit der Cloud oder der CCU3 betreiben. Voraussetzung für den kombinierten Betrieb sind jeweils ein Funk Access Point (HAP) und ein Wired Access Point für die Hutschiene (DRAP), die über das LAN des Hauses verbunden werden.
Vor dem Update auf Advanced Routing war die Komplexität der Konfiguration von IP-Routing vergleichsweise hoch, so dass es in Privathaushalten nur in einfachen Konfigurationen eingesetzt werden konnte. Mit dem Update können statt der vergleichsweise aufwändigen manuellen Vergabe von IP-Adressen zusätzliche Access Points per App angelernt werden.
Die Vorteile für den Nutzer durch Advanced Routing sind Ausfallsicherheit, Reichweite und Aufhebung der Geräteobergrenze.

#### Ausfallsicherheit
Der potenzielle Ausfall eines HAPs wird durch einen anderen HAP in Reichweite aufgefangen, wodurch im Idealfall die Funktionen erhalten bleiben. Für den Fall des Ausfalls des mit der Cloud verbundenen Access Points baut ein anderer Access Point eine Backup-Verbindung auf und stellt so die Funktion des Systems sicher.

#### Steigerung der Reichweite
Mit der Anzahl der HAPs steigt die Funk-Reichweite: Durch die Nutzung von mehreren Access Points innerhalb eines Homematic IP Netzes können größere Gebäude oder Flächen abgedeckt werden. Dies war vorher nur durch Nutzung einer Homematic IP Schaltsteckdose (HMIP-PS) möglich.

#### Aufhebung der Geräteobergrenze
Mit Advanced Routing wurde Voraussetzung dafür geschaffen, das Limit der Gerätezahl in der Cloud abzuschaffen (bisher: 80 Geräte durch die Limitierung des Access Points), da die Anzahl an Homematic IP Funk-Geräten zukünftig allein durch die Anzahl der Access Points definiert wird. Mit jedem weiteren HAP können 40 Geräte zusätzlich hinzugefügt werden. Die Anzahl der Wired-Geräte wird bei der Integration mehrerer DRAPs nur durch die Eigenschaften des Homematic IP Wired Bus bestimmt. Jene Möglichkeit war für das erste Quartal 2021 geplant. Am 1. Dezember 2020 veröffentlichte Homematic IP diese Funktion früher als angekündigt.

### Max
Die Produktreihe Max (Schreibweise des Herstellers: MAX!) konzentrierte sich auf die Steuerung von Temperatur in Wohnräumen entweder als lokalen Heizkörperregelung oder als zentral gesteuerte Lösung. Zur Realisierung kamen Heizkörperthermostate, Fensterkontakte, Wandthermostate sowie die von eQ-3 entwickelte Smartphone-App zum Einsatz. Die Baureihe Max wurde von eQ-3 ebenfalls als OEM-Produkt angeboten. Im Jahr 2020 kündigte eQ-3 die Einstellung des Systems und die Abschaltung der Cloudserver zum Juli 2023 an. Ein lokaler Betrieb der Geräte ist weiterhin möglich.

### Eqiva

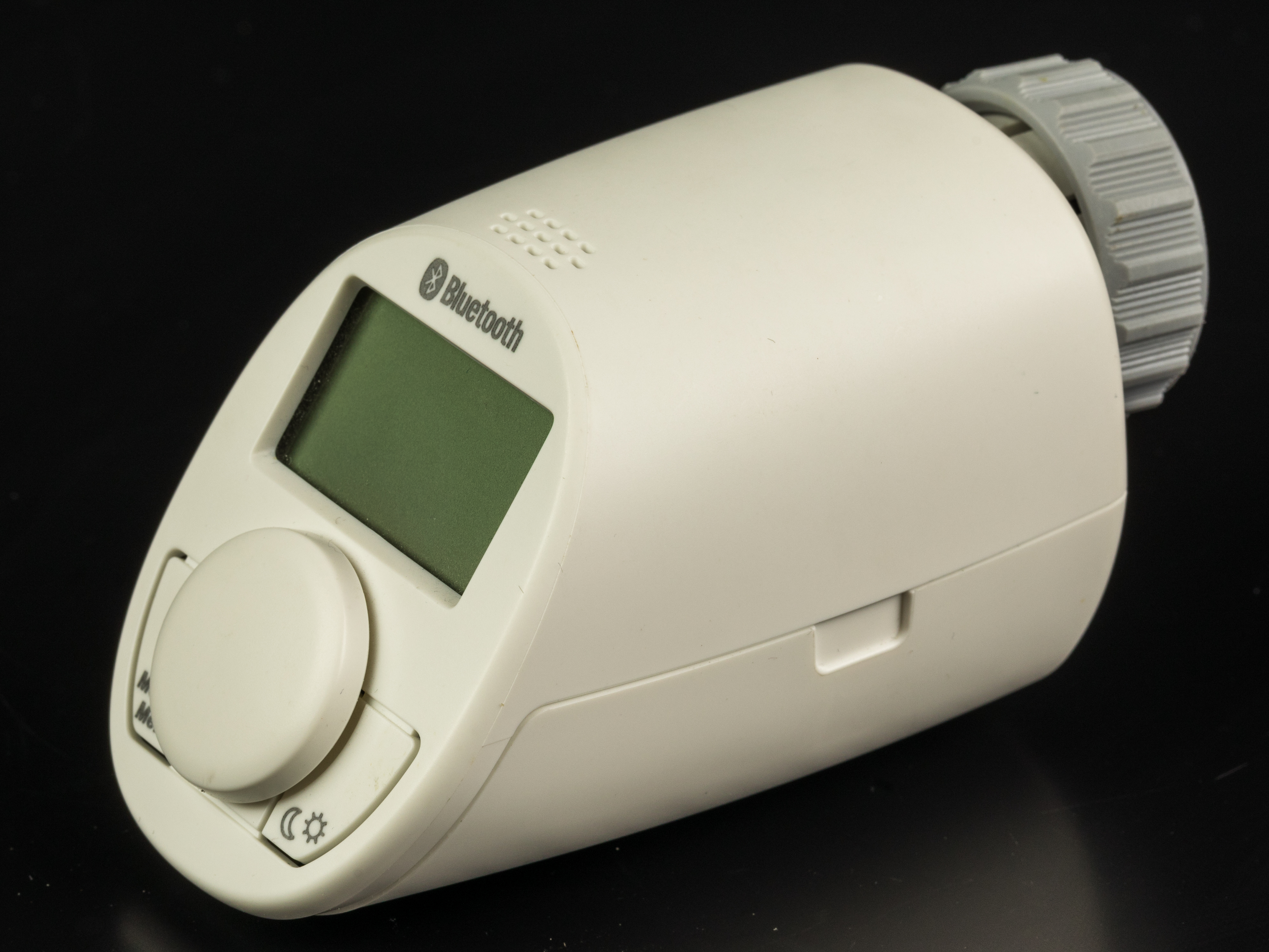
Smart Heizkörperthermostat

Die Produktreihe eqiva umfasst manuell programmierbare Heizkörperthermostate, Rauchmelder und Türschlösser, welche sich entweder am Gerät selbst oder via Bluetooth per Smartphone-App steuern und programmieren lassen. Produkte dieser Baureihe können unabhängig von den Systemen Max, Homematic oder Homematic IP betrieben werden.